# غريغ كينيدي
غريغ كينيدي هو مؤرخ كندي، ولد في 25 يوليو 1961.